# Karjala Cup 1996
Hokejový turnaj byl odehrán od 7.11.1996 - do 10.11.1996 v Helsinkách.

## Výsledky a tabulka
|    |         | FIN    | SWE     | RUS   | CZE   | V | R | P | Skóre | B |
| 1. | Finsko  | Finsko | 6:2     | 6:1   | 3:3   | 2 | 1 | 0 | 15:6  | 5 |
| 2. | Švédsko | 2:6    | Švédsko | 4:1   | 3:1   | 2 | 0 | 1 | 9:8   | 4 |
| 3. | Rusko   | 1:6    | 1:4     | Rusko | 3:1   | 1 | 0 | 2 | 5:11  | 2 |
| 4. | Česko   | 3:3    | 1:3     | 1:3   | Česko | 0 | 1 | 2 | 5:9   | 1 |

 Česko -  Švédsko 1:3 (1:2,0:1,0:0)
7. listopadu 1996 - Helsinky
- Branky  Česko: 16. Jan Alinč
- Branky  Švédsko: 10. Patric Kjellberg, 17. Niclas Hävelid, 37. Nicholas Falk
- Rozhodčí: Bardin (RUS) – Hirvi, Holmström (SWE)
- Vyloučení: 3:8 (0:1)
- Diváků: 800

Česko: Roman Čechmánek – Martin Štěpánek, Tomáš Kaberle, Jaroslav Špaček, Radim Tesařík, Milan Nedoma, Radek Martínek – Vitězslav Škuta, Ladislav Benýšek – Otakar Vejvoda, Pavel Patera, Martin Procházka – Vladimír Vůjtek, Jan Alinč, Tomáš Vlasák – Jaroslav Bednář, Tomáš Kucharčík, Radek Bělohlav – Milan Hejduk, Roman Šimíček, Roman Meluzín.
Švédsko: Hedberg – Svensson, R. Johansson, Hävelin, Blomsten, Mertzig, Akerström, R. Sundin – Kjellberg, Nylander, Lindqvist – Svartvadet, Falk, Eklund – Bergqvist, A. Karlsson, Davidsson – Atvedsson, J. Jönsson, Akerblom.

 Finsko -  Rusko 6:1 (1:1,4:0,1:0)
7. listopadu 1996 - Helsinky
- Branky  Finsko: Mika Nieminen (14:05), Jarkko Varvio (25:18), Mika Nieminen (36:07), Juha Riihijärvi (36:18), Juha Riihijärvi (39:20), Janne Ojanen
- Branky  Rusko: Alexandr Koroljuk (18:02)

 Švédsko -  Rusko 4:1 (1:0,1:1,2:0)
9. listopadu 1996 - Helsinky
- Branky  Švédsko: Per Svartvadet (19:40), Fredrik Bremberg (29:33), 45. Magnus Svensson (44:58), Patric Kjellberg (55:33)
- Branky  Rusko: Anatolij Fedotov (36:51)

 Česko -  Finsko 3:3 (1:1,1:0,1:2)
9. listopadu 1996 - Helsinky
- Branky  Česko: 10. Vladimír Vůjtek, 36. Roman Šimíček, 58. Jan Alinč
- Branky  Finsko: 16. Marko Kiprusoff, 56. Kimmo Rintanen, 60. Timo Jutila.
- Rozhodčí: Andersson (SWE) – Rautavuori, Ringbom (FIN)
- Vyloučení: 5:3 (0:1, 1:0)
- Diváků: 6 141

Česko: Martin Prusek – Martin Štěpánek, Tomáš Kaberle, Jaroslav Špaček, Radim Tesařík, Milan Nedoma, Radek Martínek, Vitězslav Škuta, Ladislav Benýšek – Otakar Vejvoda, Pavel Patera, Martin Procházka – Vladimír Vůjtek, Jan Alinč, Tomáš Vlasák – Jaroslav Bednář, Tomáš Kucharčík, Jan Tomajko – Radek Bělohlav, Roman Šimíček, Roman Meluzín.
Finsko: Sulander – Strömberg, Immonen, Virta, Timonen, Jutila, Martikainen, Koivisto, Kiprisoff – Tormänen, Saarikoski, Lind – Varvio, Nieminen, Rintanen – Alatalo, Ojanen, Riihijärvi – Varis, Aalto, Jääskeläinen.

 Rusko -  Česko 3:1 (0:1,1:0,2:0)
10. listopadu 1996 - Helsinky
- Branky  Rusko: 38. Alexandr Koroljuk, 58. Dmitrij Gogolev, 60. Maxim Afinogenov
- Branky  Česko: 12. Tomáš Vlasák
- Rozhodčí: Savolainen – Peltonen, Terko (FIN)
- Vyloučení: 4:4
- Diváků: 1 200

Česko: Roman Čechmánek (31. Martin Prusek) – Martin Štěpánek, Radim Tesařík, Milan Nedoma, Radek Martínek, Vitězslav Škuta, Ladislav Benýšek, Jaroslav Špaček – Otakar Vejvoda, Pavel Patera, Martin Procházka – Vladimír Vůjtek, Jan Alinč, Tomáš Vlasák – Jaroslav Bednář, Tomáš Kucharčík, Radek Bělohlav – Milan Hejduk, Roman Šimíček, Roman Meluzín.
Rusko: Jegorov – Balmin, Bautin, Krasotkin, Skopincev, Petročinin, Fedotov, Jerofejev, Jachanov – M. Ivanov, Čupin, Afinogenov – Iljin, Bucajev, Babenko – Klevakin, Jepančincev, Koroljuk – Savčenkov, Samylin, Gogolev.

 Finsko -  Švédsko 6:2 (0:0,4:2,2:0)
10. listopadu 1996 - Helsinky
- Branky  Finsko:  23. Varis, 25. Kimmo Timonen, 30. Jaaskelainen, 34. Varvio, 47. Lind, 57. Antti Aalto
- Branky  Švédsko:  35. Eklund, 36. Nylander

## All-Star-Team
| Útočník | Patric Kjellberg Švédsko - Mika Nieminen Finsko - Juha Riihijärvi Finsko |
| Obránce | Magnus Svensson Švédsko - Timo Jutila Finsko                             |
| Brankář | Jani Hurme Finsko                                                        |